# フアン・ビジャール
フアン・ビジャール・バスケス（Juan Villar Vázquez、1988年5月19日 - ）は、スペイン・コルテガナ出身のサッカー選手。SDウエスカ所属。ポジションはFW。

## クラブ経歴
レクレアティーボ・ウェルバの下部組織で育成され、同クラブでプロデビューを果たした。
2012年7月23日、当時セグンダ・ディビシオンBに在籍し、低迷期にあったカディスCFに移籍した。カディスでは在籍した3シーズン連続でリーグ戦2桁ゴールを挙げるなど、クラブの中心選手として活躍した。ラストシーズンの2014-15シーズン、ビジャールの活躍もあり、クラブはセグンダB優勝を果たした。優勝により得たセグンダ・ディビシオン昇格プレーオフ参戦だったが、準決勝でレアル・オビエドに敗れ、2部昇格を逃した。
2015年7月2日、セグンダ・ディビシオンのレアル・バリャドリードに夏の移籍第一号として加入し、2年契約を結んだ。バリャドリードでも2シーズン連続でリーグ戦2桁を記録し、カディス時代を通じて5シーズン連続でのリーグ戦2桁ゴールとなった。また、2016年12月15日のレアル・オビエド戦ではキャリア初のハットトリックを達成した。
2017年6月29日、CDテネリフェと3年契約を交わした。テネリフェでは数回の故障離脱を経験し、リーグ戦では計15試合の出場機会を怪我の影響で失った。それでも、25試合に出場して9ゴールを決めた。
2019年7月18日、移籍金約850万ユーロでCAオサスナに3年契約で移籍した。当時セグンダにいたオサスナではロベルト・トーレスと共にチーム最多タイの12ゴールを沈め、キャリア12年目にして初のプリメーラ昇格を決めた。自身初のプリメーラ挑戦となった2019-20シーズンは、第12節のデポルティーボ・アラベス戦でシーズン初得点と1部のレベルの高さに苦しみ、シーズン中の2月20日、2部ラージョ・バジェカーノへとレンタル移籍した。
2020年9月11日、セグンダ・ディビシオンのUDアルメリアと3年契約を結んだ。
2022年8月5日、SDウエスカにフリーで加入し、2年契約を交わした。

## タイトル

### クラブ
カディスCF
- セグンダ・ディビシオンB : 1回 (2014-15)

CAオサスナ
- セグンダ・ディビシオン : 1回 (2018-19)

UDアルメリア
- セグンダ・ディビシオン : 1回 (2021-22)

### 個人
- セグンダ・ディビシオン月間最優秀選手 : 1回 (2015年12月)